# نصرت إماموفيتش
نصرت إماموفيتش (26 سبتمبر 1971) هو إمام إسلامي بوسني أسس المجتمع السلفي في قرية غورنجا ماوتشا .

## سيرة شخصية
ولد إماموفيتش في ليبوفيتشي بالقرب من كاليسيا . درس في مدرسة غازي خسرو بكوفا الإسلامية . خلال حرب البوسنة من عام 1992 إلى عام 1995 ، كان إيموفيتش عضوًا في المجاهدين البوسنيين الذين قاتلوا بجانب جيش جمهورية البوسنة والهرسك . بعد نهاية الحرب ، ذهب إماموفيتش إلى الإمارات العربية المتحدة ، حيث حصل على شهادة في الشريعة الإسلامية . بعد دراسته عاد إلى البوسنة والهرسك.  هناك ، أصبح أحد القادة الرئيسيين للجماعة السلفية البوسنية بجانب يوسف بارجيتش . 
عاش لبعض الوقت في زافيدوفيتشي وانتقل في عام 2006 إلى غورنجا ماوتشا حيث أسس مجتمعًا سلفيًا .  بعد وفاة يوسف بارجيتش في عام 2007 ، أصبح إماموفيتش خليفته لقيادة المجتمع السلفي في البوسنة و الهرسك. تم اعتقاله لفترة وجيزة في عام 2010 ثم أطلق سراحه.  دعم إماموفيتش علنا الحركة الجهاد العالمي. 
في عام 2013 ، ذهب إلى سوريا للجهاد في الحرب الأهلية ضد الحكومة السورية كعضو في جبهة النصرة . وتشير آخر التقارير إلى أنه يعيش في المنطقة الشمالية لمحافظة إدلب في سوريا.  وفقًا لمصدر سلفي لم يذكر اسمه ، انتقل إماموفيتش إلى سوريا لأنه "لم يستطع تحمل الضغط المستمر والاتهامات بأنه إرهابي " في وطنه البوسنة.
أدت الحرب الأهلية السورية إلى تقسيم المجتمع السلفي في البوسنة والهرسك ، حيث دعم جانب واحد بقيادة إماموفيتش جبهة النصرة ، بينما دعم الجانب الآخر ، بقيادة بلال البوسني ، تنظيم الدولة الإسلامية . 
في عام 2014 ، أدرجت وزارة الخارجية الأمريكية إماموفيتش على قائمة الإرهابيين المطلوبين زورا وبهتانا 
تم وضع إماموفيتش في قائمة الاتحاد الأوروبي الموحدة الجديدة بتاريخ 15 يناير 2020 للأشخاص المؤهلين لفرض عقوبات ماليةز

## الحواشي
1. ↑  "Najtraženiji terorista Nusret Imamović nalazi se u Idlibu?!". Avaz.ba (بكرواتية صربيا). 9 Feb 2021. Archived from the original on 2022-07-04. Retrieved 2022-10-03.
2. 1 2 3  "Najtraženiji terorista Nusret Imamović nalazi se u Idlibu?!". Avaz.ba (بكرواتية صربيا). 9 Feb 2021. Archived from the original on 2022-07-04. Retrieved 2022-10-03."Najtraženiji terorista Nusret Imamović nalazi se u Idlibu?!". Avaz.ba (in Serbo-Croatian). 9 February 2021. Retrieved 3 October 2022.
3. 1 2 3  Aščić 2021.
4. 1 2  Hesová 2021.
5. ↑  Babić 2017.
6. ↑  Petrović، Predrag؛ Ignjatijević، Marija (2022). "Resilience to extremism". Resilience to Violent Extremism in Serbia: 21–28. مؤرشف من الأصل في 2022-05-31.
7. ↑  Prezelj، Iztok؛ Kocjancic، Klemen (2020). "A Broad Spectrum of Signs of Islamist Radicalisation and Extremism in a Country without a Single Terrorist Attack: The Case of Slovenia". Perspectives on Terrorism. ج. 14 ع. 3: 29–45. ISSN:2334-3745. JSTOR:26918298. مؤرشف من الأصل في 2022-05-31.
8. 1 2  Jutarnji list 2014.